# حرکت براونی

شبیه‌سازی حرکت براونی ۵ ذره (زردرنگ) در برخورد با مجموعه‌ای از ۸۰۰ ذره. مسیر حرکت اتفاقی ذرات زردرنگ با رنگ آبی و بردار سرعت یکی از ذرات با رنگ قرمز نشان داده شده‌است.

حرکت براونی (به انگلیسی: Brownian motion) در فیزیک به حرکت تصادفی ذرات غوطه‌ور در سیال (مایع یا گاز) بر اثر برخورد این ذرات با اتم‌ها یا مولکول‌های سیال گفته می‌شود.
در سال ۱۸۲۷ رابرت براون گیاه‌شناس هنگامی که توسط میکروسکوپ به گرده‌های گیاه معلق در آب نگاه می‌کرد، متوجه حرکت ذرات در آب شد، ولی نتوانست توجیهی برای آن پیدا کند. اتم و مولکول بسیار پیشتر از آن شناخته شده بودند، اما این آلبرت اینشتین بود که چند دهه بعد در مقاله‌ای که در ۱۹۰۵ منتشر کرد توضیح داد که حرکتی که براون مشاهده کرده در نتیجه برخورد مولکول‌های آب با گرده بوده‌است. جهت نیروی حاصل از برخورد مولکول‌ها مرتباً تغییر می‌کند و ذره در زمان‌های مختلف ممکن است از یک سمت بیشتر مورد اصابت قرار گیرد تا از سمت دیگر که این هر دو موجب حرکت اتفاقی ذرات می‌شود. این پدیده به افتخار رابرت براون حرکت براونی نامگذاری شده‌است.
رابطه ریاضی اینشتین در مورد حرکت براونی شامل پارامترهایی نظیر اندازه ذره، اندازه مولکول آب، فاصله‌ای که ذره در زمانی معین طی می‌کند و اموری از این قبیل می‌شد. حال، چنانچه کسی مقادیر تمامی این پارامترها به غیر از اندازه مولکول آب را در اختیار داشت، می‌توانست به کمک فرمول مزبور اندازه مولکول آب را محاسبه کند و این کاری بود که که ژان باتیست پِرَن، فیزیکدان فرانسوی، در سال ۱۹۰۸ انجام داد. پِرَن ذرات بسیار ریز نوعی صمغ گیاهی را در یک ظرف شیشه‌ای شفاف آب ریخت. این ذرات به واسطه وزن خود به ته ظرف فرومی‌روند، اما در مقابل اثر حرکت براونی به تدریج به سوی بالا رانده می‌شوند. بدین ترتیب، به کمک معادله اینشتین، می‌توان توزیع آماری تعداد ذرات را در اعماق مختلف ظرف محاسبه کرد. پِرَن با شمارش تعداد ذرات معلق صمغ در اعماق مختلف ظرف آب نه تنها توانست صحت معادله اینشتین را نشان دهد بلکه برای نخستین‌بار موفق شد ابعاد مولکول آب را نیز محاسبه کند. بدین‌ترتیب مشخص شد که ابعاد مولکول آب و اتم‌هایی که آن را تشکیل داده‌اند در حدود ده میلیونیم میلی‌متر است. تبیین موفقیت‌آمیز حرکت براونی توسط اینشتین عملاً گام نهایی را در مورد پذیرش نظریه اتمی ماده و وجود اتم‌ها و مولکول‌ها از سوی دانشمندان برداشت.

## تاریخچه
شعر علمی رومی لوکتریوس «در مورد طبیعت چیزها» (۶۰ سال قبل از میلاد) توضیح قابل توجهی از حرکت‌های گرد و غبار در ذرات گرد و غبار در آیات ۱۱۳–۱۴۰ از کتاب دوم دارد. او از این به عنوان اثبات وجود اتم استفاده می‌کند:
«مشاهده کنید چه اتفاقی می‌افتد زمانی که نور خورشید به یک ساختمان وارد می‌شود و در مکان‌های تاریک آن نور را می‌بیند. شما تعداد زیادی ذرات کوچک را می‌بینید که در بسیاری از راه‌ها دیده می‌شود … رقصشان یک نشان واقعی از حرکات درونی ماده است که پنهان هستند از دید ما … با اتم‌هایی که خودشان حرکت می‌کنند، آغاز می‌شود. سپس این اجسام ترکیبی کوچک که حداقل از انگیزه اتم‌ها حذف می‌شوند، تحت تأثیر ضربه‌های نامرئی آنها قرار می‌گیرند و به نوبه خود توپ را در برابر اجسام کمی بزرگتر می‌بینیم، بنابراین حرکت از اتم‌ها متوقف می‌شود و به تدریج به سطح حواس ما ظاهر می‌شود، به طوری که این اجسام در حال حرکت هستند که ما در نورهای آفتاب مشاهده می‌کنیم که توسط ضربه‌هایی که نامرئی باقی می‌مانند، حرکت می‌کند.»
اگر چه حرکت متقاطع ذرات گرد و غبار عمدتاً بوسیله جریان هوا ایجاد می‌شود، حرکت پررنگ و حرکتی ذرات گرد و غبار کوچک، در واقع، عمدتاً بواسطه دینامیک واقعی براونی ایجاد می‌شود.
در حالی که ژان اینگنهوز حرکت نامنظم ذرات گرد و غبار زغال سنگ را در سطح الکل در سال ۱۷۸۵ را شرح داد، کشف این پدیده اغلب به گیاه‌شناس رابرت براون در سال ۱۸۲۷ اعتبار داده شده‌است. براون در حال مطالعه گرده‌های گرده Clarkia pulchella گیاهی معلق در آب تحت میکروسکوپ هنگامی که ذرات دقیقه‌ای خود را مشاهده کرد، توسط گرده‌های گرده منتقل می‌شد، حرکتی ناگهانی انجام می‌داد. با تکرار آزمایش با ذرات ماده معدنی، او قادر به رد کردن حرکت بود که مربوط به زندگی بود، گرچه منشأ آن هنوز مشخص نشده‌است.
اولین کسی که تلاش کرد ریاضیات پشت حرکت براونی را توصیف کند، توروالد ن. تیله در مقاله ای دربارهٔ روش کمترین مربعات منتشر شده در سال ۱۸۸۰ بود. این به‌طور مستقل توسط لوئیس باخلیه در سال ۱۹۰۰ در پایان‌نامه دکترای خود «نظریه حدس و گمان»، که در آن او یک تحلیل تصادفی از بازارهای سهام و گزینه را ارائه کرد بحث شد. مدل حرکت براونی بازار سهام اغلب ذکر شده‌است، اما بنوئی ماندلبرو تطبیق آن با تغییرات قیمت سهام را رد کرد زیرا اینها منسوخ شده‌اند [۴].
آلبرت اینشتین (در یکی از مقالات سال ۱۹۰۵) و ماریان اسمولوچوفسکی (۱۹۰۶) راه حل این مسئله را به توجه فیزیکدانان آورده و آن را به عنوان راه غیر مستقیم تأیید وجود اتم‌ها و مولکول‌ها ارائه می‌دهد. معادلات مربوط به حرکت براونی پس از آن توسط کار تجربی ژان باپتیست پرین در سال ۱۹۰۸ تأیید شد.

## مثال شهودی
یک بادکنک بزرگ با قطر ۱۰۰ متر را در یک استادیوم فوتبال در نظر بگیرید. بادکنک در بالای سر هواداران قرار دارد. از آنجا که آن‌ها هیجان زده هستند، در زمان‌های مختلف و با جهات مختلف، با حرکت‌های کاملاً تصادفی، به بادکنک ضربه می‌زنند. در پایان، بادکنک به‌طور تصادفی در جهت‌های مختلف هل داده می‌شود؛ بنابراین نباید به‌طور میانگین جابه‌جا شود.
حالا نیرویی که در یک زمان خاص اعمال می‌شود را در نظر بگیرید. فرض کنید ۲۰ هوادار، آن را به سمت راست و ۲۱ هوادار، آن را به چپ هل می‌دهند. در صورتی که هر هوادار مقدار معادل نیرویی را اعمال کند، نیروها در جهت چپ و راست برابر نخواهند بود و بادکنک کمی به سمت چپ حرکت می‌کند. این نوع عدم تعادل همواره وجود دارد و باعث حرکت تصادفی بادکنک می‌شود. اگر از بالا به بادکنک نگاه کنیم، به طوری که هواداران دیده نشوند، بادکنک بزرگ را به عنوان یک جسم کوچک متحرک می‌بینیم که به شکل نامنظم حرکت می‌کند.
ذرات گرده‌ای را که رابرت براون مشاهده کرد، در نظر بگیرید. این ذرات به‌طور تصادفی در آب حرکت می‌کنند. ما می‌دانیم که اندازه یک مولکول آب حدود ۰٫۱ تا ۰٫۲ نانومتر است. اما ذراتی که براون مشاهده کرد، در حدود چند میکرومتر بودند (این‌ها نباید با دانه‌های گرده واقعی اشتباه گرفته شوند که حدود ۱۰۰ میکرومتر هستند). بنابراین یک ذره گرده ممکن است به بادکنک، و مولکول آب به طرفداران شبیه باشد؛ با این تفاوت که در این حالت، بادکنک از همه طرف توسط هواداران احاطه شده‌است. به این ترتیب، حرکت براونی یک ذره در یک مایع، به خاطر نیروهای وارد شده توسط ذرات با مولکول‌های بسیار کوچک مایع (که در حال حرکت گرمایی هستند) اطراف آن می‌باشد.